# Notes About Freedom
Notes About Freedom är en låt skriven av Rolf Wendin och framförd av gruppen Act II. Den är mest känd för att den förekommit i soundtracket till filmerna Smala Sussie och Bröllopsfotografen, som båda regisserades av Ulf Malmros.

## Historia
Låten skrevs redan på 1970-talet, då gruppen The Act, bestående av bland andra Rolf Wendin och Pelle Appelin var nära att få kontrakt med Polar Music. Det blev dock inget av med skivkontrakt, och låten förblev oinspelad. När filmregissören Ulf Malmros på olika vägar fick höra låten ville han ha den med i sin nya film, och lyckades få Wendin att sätta ihop sitt band, då under namnet Act II, och spela in låten. Den har därefter givits ut i två olika inspelningar, dels på soundtracket till filmen Smala Sussie, dessutom på ett album av Rolf Wendin under namnet Act 2.